# Bruno di mummia
Il bruno di mummia era un intenso pigmento bituminoso utilizzato nella pittura d'arte. Sebbene fosse probabilmente spesso il prodotto di contraffazioni contenenti principalmente bitume, era ottenuto macinando le mummie, mummificate nelle resine dagli antichi egizi.
Il bruno di mummia fu molto popolare dalla metà del diciottesimo fino al diciannovesimo secolo, quando le forniture di mummie diminuirono e gli artisti furono meno soddisfatti della permanenza e della finitura del pigmento. Nel 1915, la domanda era notevolmente diminuita e i fornitori cessarono di offrirlo a metà del ventesimo secolo.

## Storia
Prima che il bruno di mummia fosse utilizzato come pigmento, le mummie egiziane erano note per le loro presunte proprietà medicinali. Le persone utilizzavano materiali derivati dalle mummie per trattare una vasta gamma di disturbi medici, dai mal di denti alla dissenteria.
Nel XVI e XVII secolo si iniziò a produrre pigmento dalle mummie, veniva ricavato dalla carne di mummie egiziane o Guanche delle isole Canarie (sia umane che feline), macinata e a volte mescolata con pece bianca e mirra. La prima testimonianza dell'uso del bruno di mummia risale al 1712, quando un negozio di forniture per artisti chiamato "À la momie" a Parigi vendeva colori, vernici e polveri di mummia. Nel 1797, in un Compendium of Colors pubblicato a Londra, Benjamin West, presidente della Royal Academy, affermava che il marrone più pregiato, utilizzato come smalto "è la carne di mummia, le parti più carnose sono le migliori."
Il pigmento fu popolare dalla metà del XVIII al XIX secolo. Tuttavia, la domanda del bruno di mummia a volte superava la disponibilità di vere mummie egiziane, portando alla sostituzione occasionale delle mummie con cadaveri di persone in schiavitù o criminali.Nel 1849, è stato descritto come "piuttosto in voga".
Verso la fine del XIX secolo, il bruno di mummia cominciò a perdere popolarità. Le forniture di mummie diminuirono e gli artisti furono meno soddisfatti della permanenza e della finitura del pigmento. Si dice che l'artista preraffaellita Edward Burne-Jones abbia seppellito cerimoniosamente il suo tubetto di bruno di mummia nel suo giardino quando scoprì le sue vere origini.
All'inizio del XX secolo, il bruno di mummia aveva in gran parte cessato di essere prodotto nella sua forma tradizionale a causa del continuo declino dell'offerta di mummie disponibili e di un significativo calo della domanda.
Oggi il bruno di mummia non può essere acquistato in nessun negozio di vernici. Nel 1964, la rivista Time riportò che l'unico distributore del pigmento, il colorificio londinese C. Roberson, aveva esaurito le mummie qualche anno prima.Un tubetto di pigmento bruno di mummia acquistato da Roberson all'inizio del 1900 è esposto alla Forbes Pigment Collection dell'Harvard Art Museum.

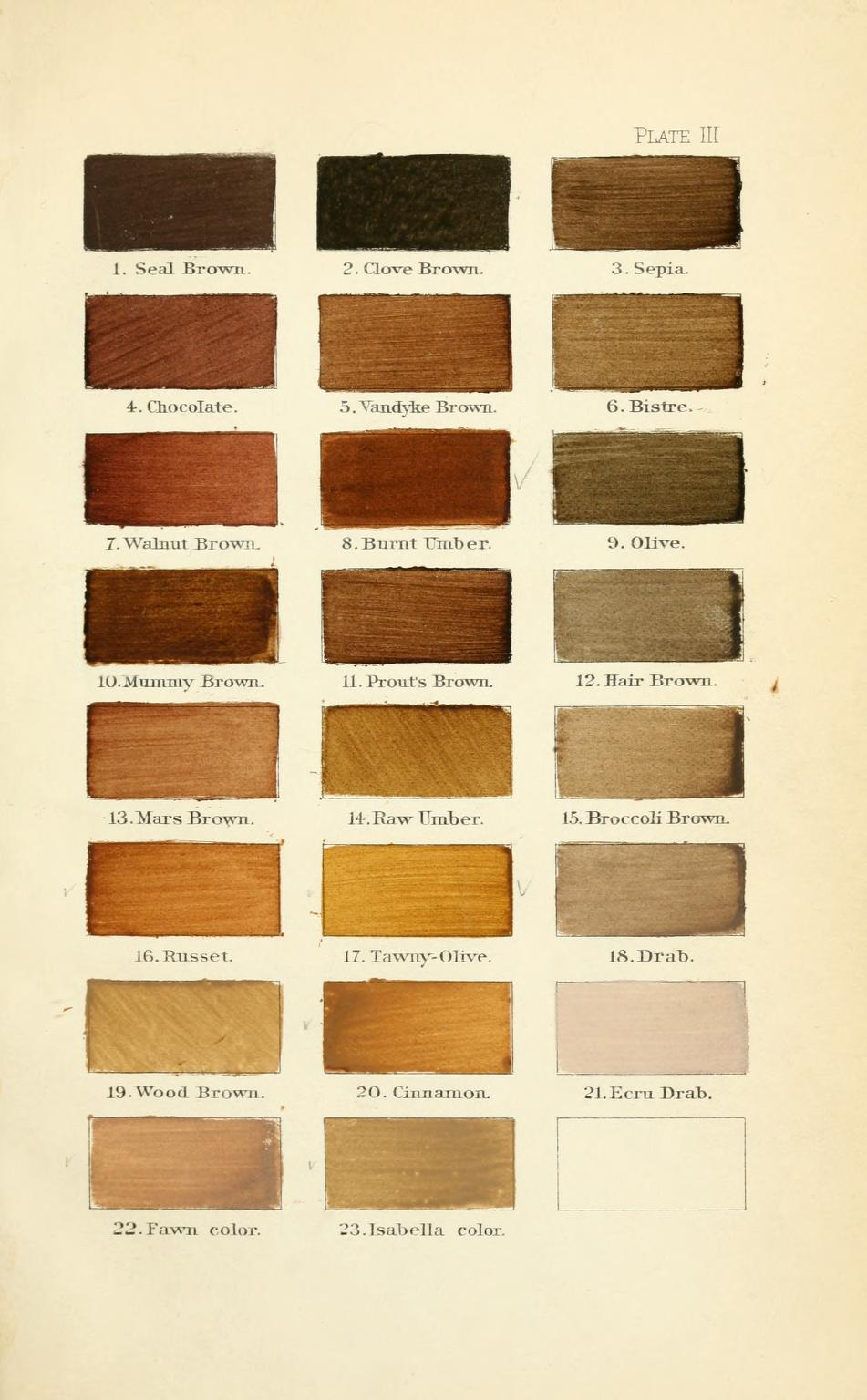
Il bruno di mummia è mostrato sul catalogo con altri marroni a titolo di confronto.

## Caratteristiche visuali
Il marrone ricavato dalle mummie antiche è un pigmento marrone intenso, caldo e vivace. Il colore ha una tonalità intermedia tra la terra d'ombra naturale e la e terra d'ombra bruciata. Ha una buona trasparenza. Poteva essere utilizzato nella pittura a olio e nell'acquerello per velature, ombre, toni della pelle e sfumature.
L'equivalente moderno venduto come bruno di mummia è composto da una miscela di caolino, quarzo, goethite ed ematite; l'ematite e la goethite (generalmente il 60% del contenuto) ne determinano il colore. Più ematite c'è, più il pigmento è rosso, le altre sostanze possono variarne l'opacità o il potere colorante. Il colore del bruno di mummia può variare dal giallo al rosso al viola scuro, quest'ultimo solitamente chiamato "viola di mummia".

## Permanenza
Il bruno di mummia ha una scarsa permanenza, ma se mescolato con colori ad olio, si asciuga e la sua tendenza a screpolarsi diminuisce. Tuttavia, la sua composizione e qualità erano estremamente variabili e, poiché conteneva ammoniaca e particelle di grasso, poteva influenzare la permanenza degli altri colori con cui veniva utilizzato.

## Utilizzi noti

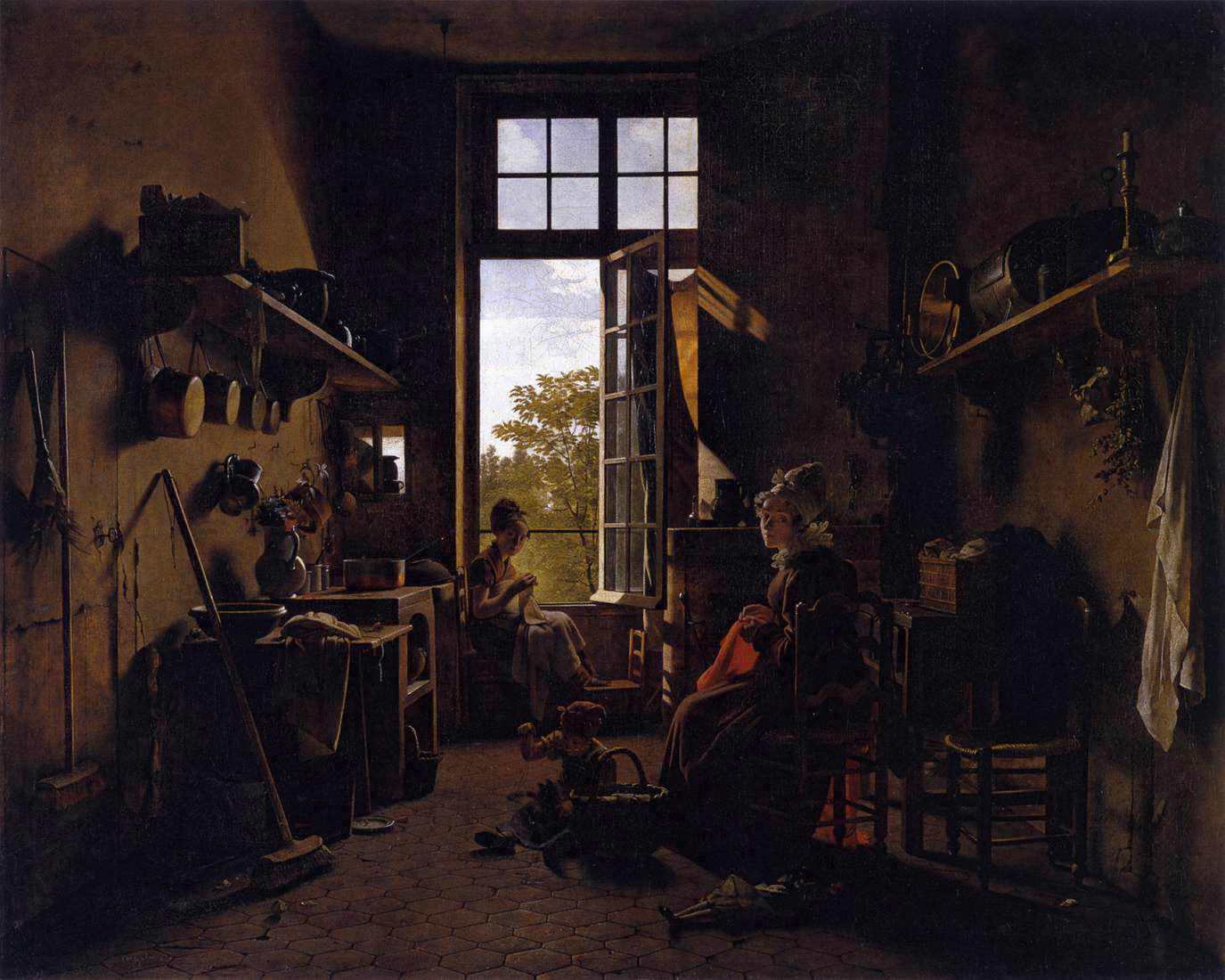
Interior of a Kitchen di Martin Drolling è un'opera in cui si ritiene sia stato fatto ampio uso di marrone di mummia.

Si ritiene che molti artisti, tra cui Eugene Delacroix, William Beechey, Edward Burne-Jones, Lawrence Alma-Tadema e Martin Drolling, abbiano utilizzato il bruno di mummia nelle loro tavolozze. Tuttavia, poche opere sono state analizzate per verificarne la presenza poiché il processo è distruttivo.
Alcuni dipinti menzionati in articoli e ricerche che si pensa siano stati dipinti con il bruno di mummia, in base alle loro caratteristiche visive sono: Last Sleep of Arthur in Avalon di Edward Burne-Jones, Interior of a Kitchen di Martin Drolling, e La Libertà che guida il popolo di Eugene Delacroix.

È stato affermato che la Libertà che guida il popolo di Eugene Delacroix sia stata dipinta con il marrone di mummia perché di Delacroix "si sapeva usasse un pigmento ricavato dalla mummia macinata".

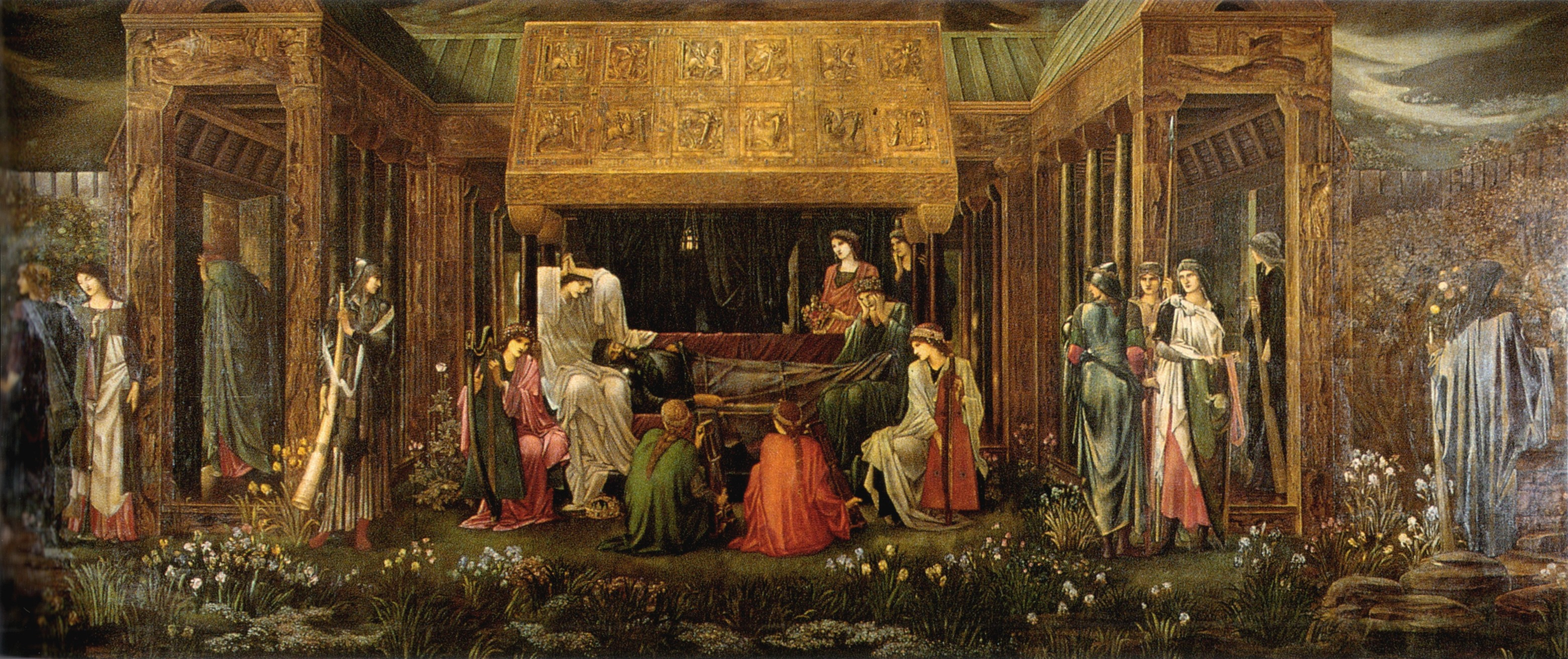
Last Sleep of Arthur in Avalon di Edward Burne-Jones è probabilmente stato dipinto con il bruno di mummia